# Momčil
Momčil (in lingua bulgara Момчил, in greco Μομ[ι]τζίλος o Μομιτζίλας?; 1305 c. – Peritheorion, 7 luglio 1345) è stato un militare bulgaro.
Inizialmente membro di una banda di banditi nelle terre di confine tra la Bulgaria, Bisanzio e la Serbia, venne reclutato dai bizantini come mercenario. Attraverso il suo coinvolgimento opportunistico nella guerra civile bizantina del 1341-1347, dove giocò le varie parti una contro l'altra, divenne governatore di una vasta area nei monti Rodopi e della Tracia occidentale.
Ottenne successi iniziali contro turchi e bizantini, incendiò delle navi turche e riuscì quasi ad uccidere uno dei suoi principali avversari, Giovanni VI Cantacuzeno. Nonostante ciò, fu sconfitto e ucciso da un esercito bizantino-turco giunto nel 1345. A causa della sua opposizione ai turchi, è ricordato in una leggenda popolare del Sud slavo come un combattente contro l'invasione turca dei Balcani.

## Biografia

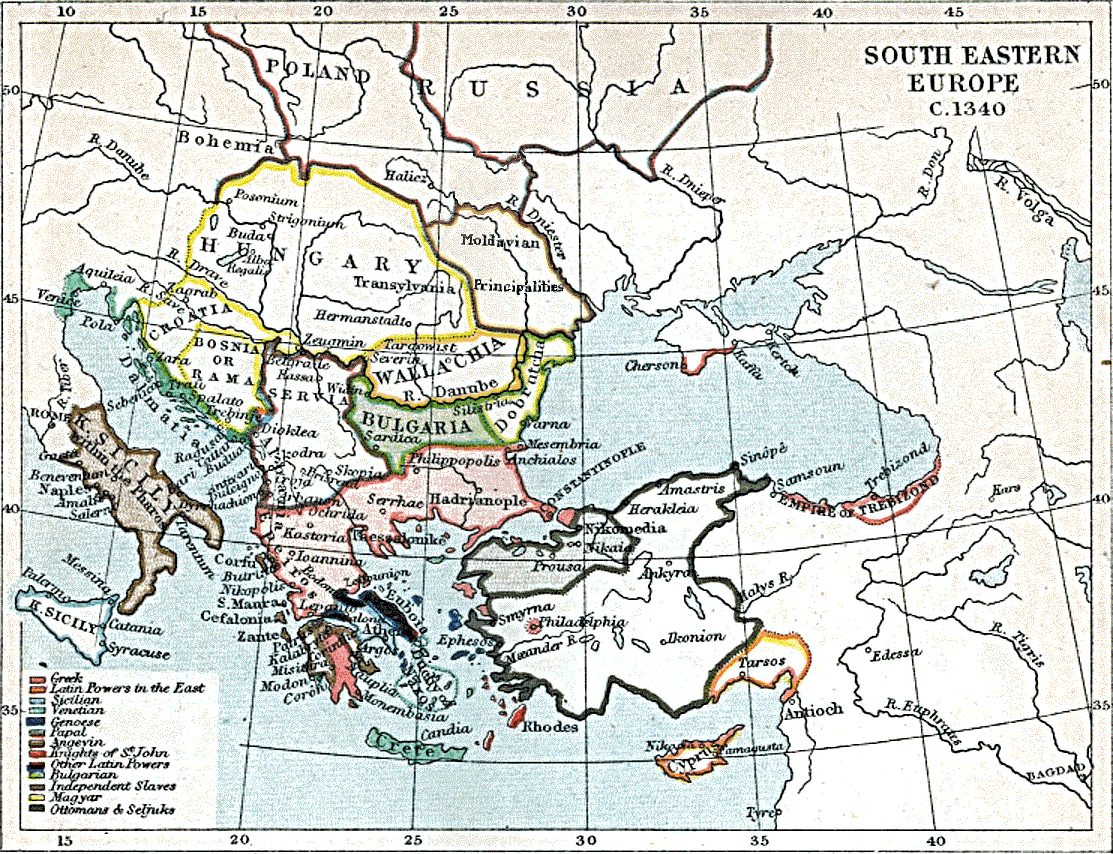
Balcani ed Anatolia nel 1340. Momčil era attivo nell'area di confine tra Bisanzio, Serbia e Bulgaria.

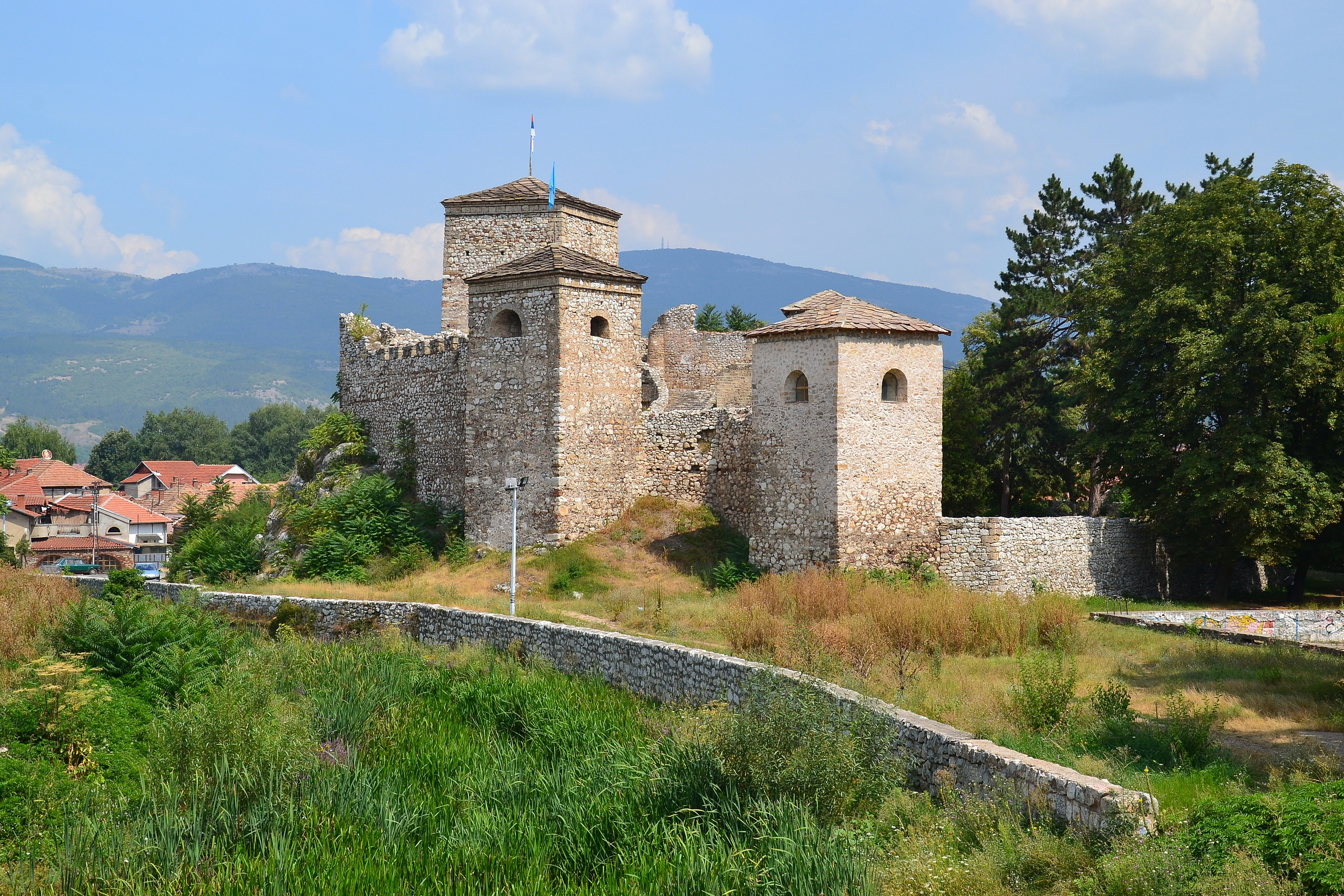
Fortezza di Pirot dal III secolo, restaurata da Momčil nel XIV

Fonti contemporanee o quasi, descrivono Momčil fisicamente "imponente in apparenza", "alto come due uomini" e, nelle parole di un poeta turco, "simile ad un minareto". Secondo una fonte contemporanea, Momčil era nativo della "zona di frontiera tra bulgari e serbi", a quel tempo a cavallo tra Rodopi e le montagne Pirin. L'affermazione che Momčil nacque in questa regione può essere rafforzata dai registri ottomani del XV secolo, secondo i quali il suo nome era il nome maschile più popolare in quella zona. Esistono almeno un paio di leggende che legano la sua nascita in un determinato luogo, ad esempio il villaggio di Fakiya in Strandža, anche se la prova è inesistente. In ogni caso, Momčil nacque da umili origini. Questo fu un fattore principale nella sua decisione di unirsi a una banda di briganti (Hajduk), che fu attivo nelle aree di confine poco disciplinate tra Bulgaria, Bisanzio e Serbia.
Perseguitato dalle autorità bulgare, qualche tempo prima 1341 fuggì a Bisanzio. Venne accettato al servizio dell'imperatore Andronico III Paleologo (1328-1341) come mercenario e con il compito di tutela dei territori che in precedenza aveva saccheggiato. Tuttavia, le sue attività di brigantaggio non cessarono. Momčil razziò regolarmente le terre bulgare, che avevano inciso negativamente sui rapporti bizantino-bulgari. Indesiderato dai bizantini e "abominio per i bulgari", disertò dall'esercito bizantino e fuggì in Serbia passando al servizio Stefano Uroš IV Dušan. In Serbia, costituì una compagnia di 2.000 uomini, sia bulgari che serbi.
Durante la guerra civile bizantina del 1341-1347, si unì alle forze di Giovanni VI Cantacuzeno, che aveva conosciuto probabilmente nel suo viaggio in Serbia del 1342, agli inizi della guerra. Nel 1343, per volontà della popolazione locale, Cantacuzeno affidò a Momčil il governo della regione di Merope nei monti Rodopi, una virtuale terra di nessuno afflitta da briganti nomadi slavi. Secondo quanto scritto, nelle sue memorie, dallo stesso Cantacuzeno, l'affidamento gli venne dato perché "[Momčil] era della stessa razza di questi nomadi i quali sarebbero stati ben disposti verso di lui, ma anche perché non è stato privo di coraggio e audacia in battaglia ed era un esperto di primo piano nella rapina e il saccheggio". Come governatore della Merope, formò un esercito di 300 cavalieri e 5.000 fanti di diverse nazionalità. Anche se si considerava "in grado di stare in qualsiasi delle due fazioni nella guerra bizantina", insieme alle forze turche di Umur Bey, assistette Cantacuzeno nelle sue campagne nel 1344.
A quel tempo, venne avvicinato da agenti degli avversari di Cantacuzeno, la reggenza di Costantinopoli, che lo convinsero a passare dall'altra parte del conflitto. Pensando che Cantacuzeno e i suoi alleati turchi dell'Emirato di Aydin fossero lontani nella parte orientale della Tracia, attaccò una flotta turca di 15 navi in prossimità Portolagos e ne affondò tre. Poi ebbe la meglio su un'altra flotta turca, giunta per fare vendetta, nei pressi della fortezza di Peritheorion (noto anche come Burugrad) e saccheggiò diverse città della zona che avevano rifiutato di arrendersi. In seguito, insieme a 1.000 cavalieri, attaccò Cantacuzeno che si era accampato vicino a Komotini con solo 60 cavalieri. I bizantini vennero sbaragliati: il cavallo di Cantacuzeno venne ucciso ed egli ricevette un forte colpo in testa, sopravvivendo grazie al suo elmo. Momčil catturò molti uomini ma il pretendente al trono riuscì a fuggire nel tumulto.
Ben presto, però, Momčil inviò messaggi a Cantacuzeno per chiedergli perdono. Questi, restio ad allontanare Momčil e ad aprire un altro fronte nella sua parte posteriore, lo perdonò in cambio della promessa di futura condotta leale e gli conferì il titolo di sebastocratore. Momčil tuttavia continuò ad intrattenere legami paralleli con la reggenza e si assicurò il titolo di despotes dall'imperatrice Anna di Savoia.

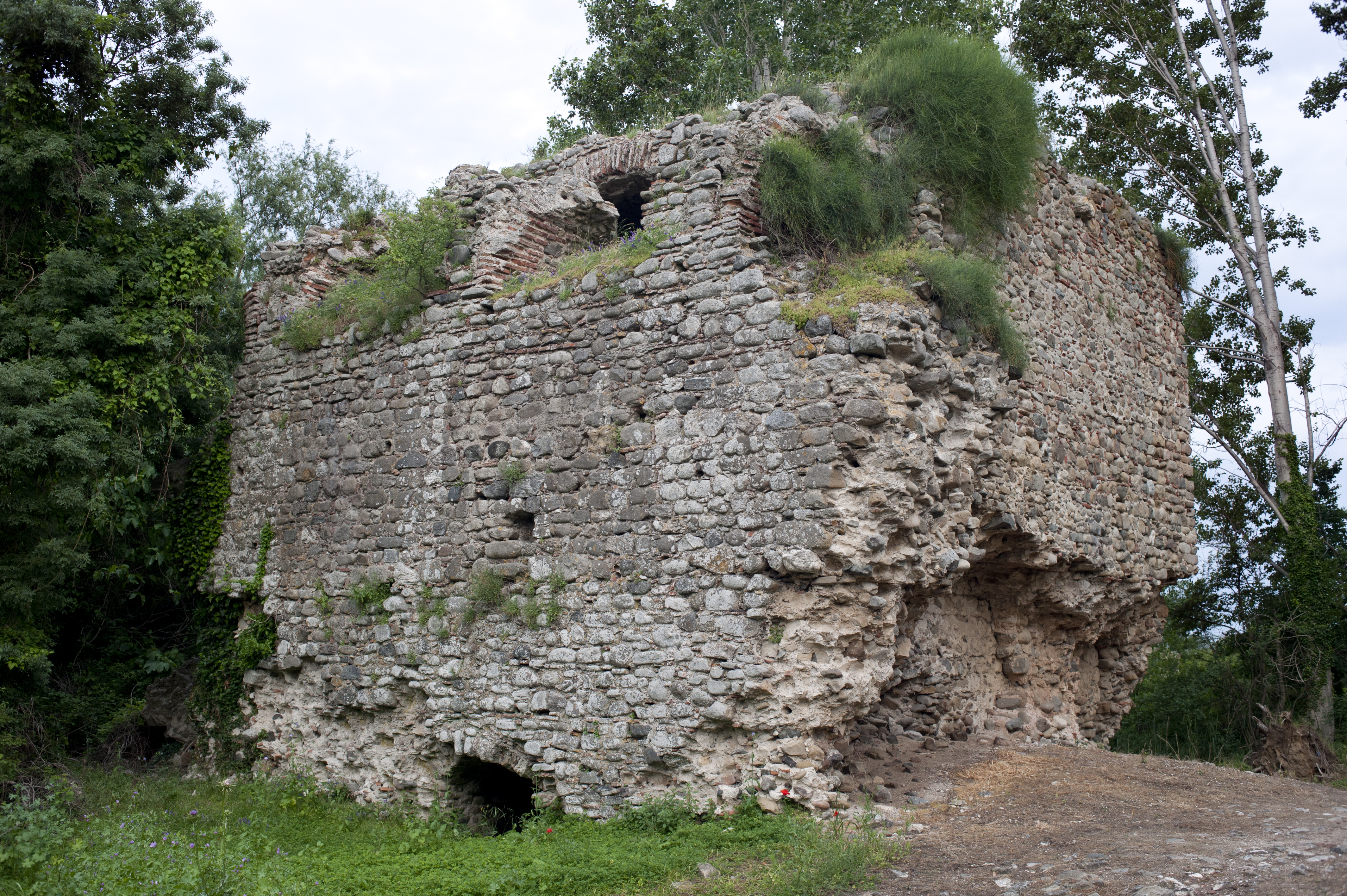
Fortificazioni a Peritheorion vicino Amaxades, nord-est della Grecia, sito della morte di Momčil nel 1345

Nell'estate del 1344, Momčil ruppe con entrambe le parti e si separò dall'Impero bizantino. Si proclamò sovrano indipendente nei Rodopi e nella costa del mar Egeo, "catturando città e villaggi ed apparendo onnipotente e invincibile". Con il suo esercito conquistò Xanthi, che divenne la capitale del suo dominio. Lo storico bulgaro Plamen Pavlov teorizza che Momčil era in rapporti di amicizia con l'imperatore bulgaro Ivan Alessandro con cui condivise un lungo confine e ritiene che i due potrebbero aver agito in coordinamento contro i bizantini.
Nella tarda primavera del 1345, tuttavia, Cantacuzeno, rinforzato con una forza presumibilmente composta da 20.000 uomini di Aydin sotto il loro sovrano Umur Bey, marciò contro Momčil. Egli cercò di impedire l'avanzata chiedendo ancora una volta perdono e offrendo di sottomettersi, ma l'imperatore si rifiutò di ascoltarlo.
I due eserciti si incontrarono nei pressi di Peritheorion il 7 luglio 1345. Momčil cercò di rifugiarsi dietro le mura della città; - gli studiosi discutono se abbia effettivamente tenuto la città o meno - ma vennero lasciati fuori della gente del posto. I locali fecero entrare il cugino di Momčil, Rajko insieme a 50 uomini, sperando che avrebbe persuaso Momčil a non vendicarsi sulla città, se avesse sconfitto i suoi avversari. Nella battaglia successiva, le forze di Momčil usarono le antiche fortificazioni in rovina di Peritheorion come prima linea di difesa, con le mura della città dietro di loro.
Dopo che il grosse delle truppe turche ebbe attraversato le fortificazioni e si scontrò con i difensori bulgari, iniziarono il saccheggio nelle vicinanze. Tuttavia, con sorpresa di Cantacuzeno e Umur Bey, la maggior parte degli uomini di Momčil erano in piedi di fronte alle mura della città e non aveva ancora partecipato alle schermaglie. Quando la forza bizantino-turca avanzò verso i difensori, Momčil condusse le sue truppe in battaglia. La sua cavalleria fu prontamente eliminata dai tiratori scelti turchi e le sue truppe restanti vennero circondate su tre lati da cavalieri armati fino ai denti. Gli uomini rimasti a Momčil continuarono la lotta a piedi e per la maggior parte non si è arresero finché lo stesso Momčil cadde ucciso.
In segno di rispetto verso Momčil, Cantacuzeno risparmiò la moglie, una donna bulgara che aveva catturato durante la sua conquista di Xanthi. Le permise di fuggire in Bulgaria insieme a tutte le sue cose. Tuttavia, non è noto se Momčil abbia avuto figli da questo matrimonio o uno precedente, se c'era stato. Pavlov avanza l'ipotesi che la moglie di Momčil era una nobildonna dalla capitale bulgara Tărnovo, che aveva sposato come parte di un accordo con la corte bulgara.